# Eccopisa effractella
Eccopisa effractella är en fjärilsart som beskrevs av Philipp Christoph Zeller 1848. Eccopisa effractella ingår i släktet Eccopisa och familjen mott. Inga underarter finns listade i Catalogue of Life.